# Bjelovac
Bjelovac (en serbe cyrillique : Бјеловац) est un village de Bosnie-Herzégovine. Il est situé dans la municipalité de Bratunac et dans la république serbe de Bosnie. Selon les premiers résultats du recensement bosnien de 2013, il compte 216 habitants.

## Géographie
Bjelovac est situé sur la riche gauche de la Drina.

## Démographie

### Répartition de la population (1991)
En 1991, le village comptait 290 habitants, répartis de la manière suivante :

### Communauté locale
En 1991, la communauté locale de Bjelovac comptait 3 985 habitants, répartis de la manière suivante :